# 위위안탄둥먼역
위위안탄둥먼역(중국어: 玉渊潭东门站)은 중국 베이징시 하이뎬구 간자커우 가도(甘家口街道)와 시청구 웨탄 가도(月坛街道) 교차점에 위치한 베이징 지하철 16호선의 지하철역이다. 2020년 본 역사 주요구조물 공사가 완료되었을 당시 승강장 배선이 열차 복귀 조건을 충족하지 못하여 16호선의 중간구간 개통역 중 하나였으나 2021년 12월 31일에 개장하여 첫 열차 운행을 개시하였다.
이 역은 2021년 8월에 화재 예방 및 장비 승인을 통과했다. 이 역과 무시디 구간 사이 전차선에 대한 핫 슬립 테스트는 2021년 9월 18일에 완료되었다.

## 역 구조
위위안탄둥먼역은 총 길이 256.6m, 총 폭 21.2m, 바닥 깊이 27.86m의 지하 복층 3경간 섬식 승강장 구조의 역으로, PBA 지하 굴착 공법을 이용하여 공사를 실시하였다.

### 층별 구조
| 지면            | -                               | B－D출입구                                                           |
| 지하 1층        | 대합실                          | 보안 검색대, 티켓 발매기, 고객 서비스 센터, 출입 게이트, 자동 판매기 |
| 지하 2층 승강장 | ←                               | ■ 16호선 베이안허 방면 (간자커우)                                    |
| 지하 2층 승강장 | 섬식 승강장, 왼쪽 출입문이 열림 |                                                                      |
| 지하 2층 승강장 | →                               | ■ 16호선 완핑청 방면 (무시디)                                        |

### 대합실

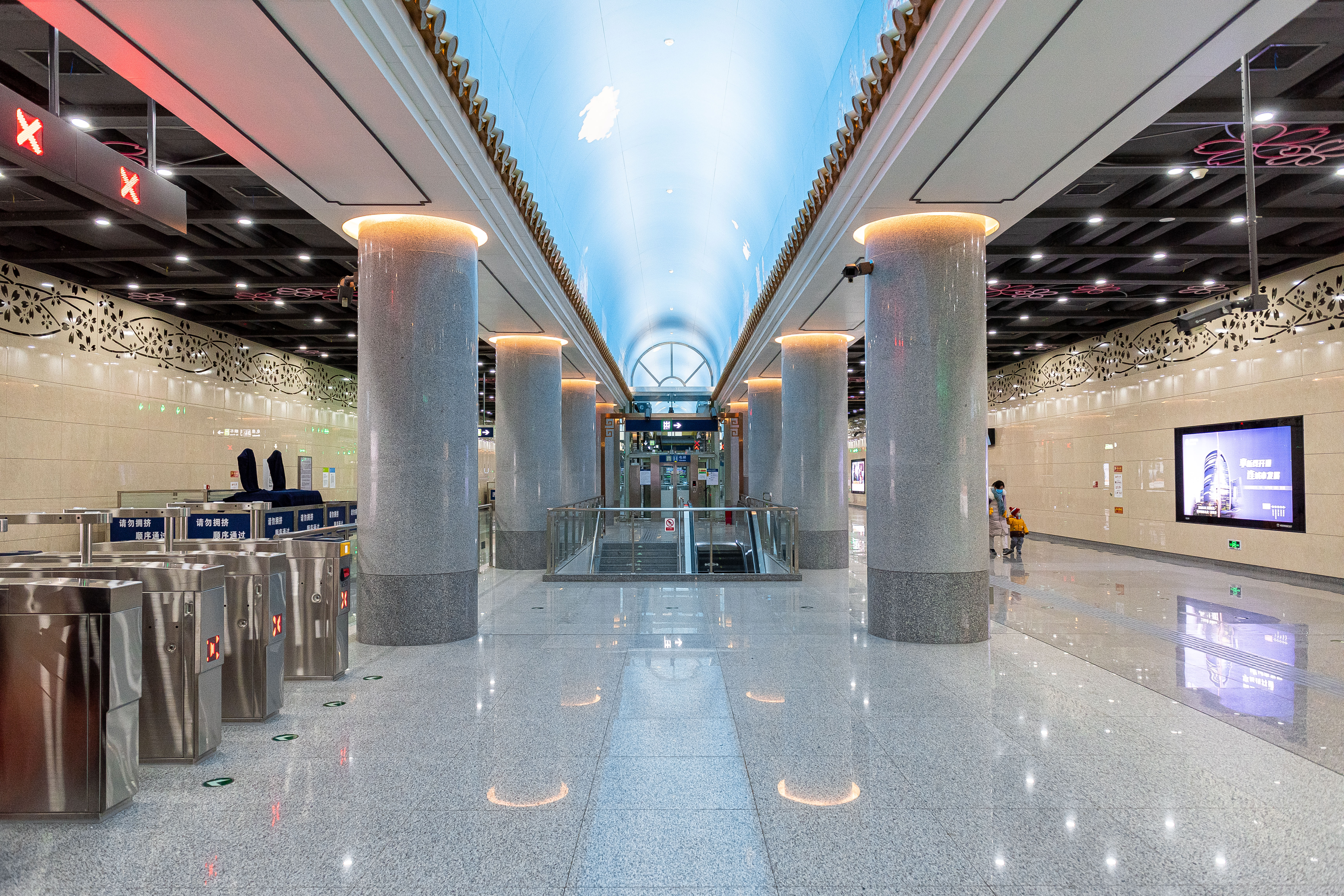
대합실

위위안탄둥먼역 대합실은 지하 1층에 위치하고 있으며, 중앙 경간의 반원형 돔은 파란색 배경이고, 노란색 유리 처마에서 튀어나온 벚꽃으로 장식되어 있다.

### 승강장
위위안탄둥먼역은 싼리허루(三里河路) 지하에 위치한 폭 12m의 섬식 승강장의 구조이다.

## 출구
위위안탄둥먼역은 싼리허루(三里河路) 서측(위위안탄공원 동문 남쪽)에 입구(D)가 1개 있고, 그 중 싼리허루(三里河路) 동쪽에 입구(B, C)가 2개 있다. 북동쪽에 있는 B 입구에 엘리베이터가 있다.
|                         |                         |                                                                                     |      |           |
| 출구                    | 지시                    | 목적지                                                                              | 사진 | 편의 시설 |
| 出口 · B                | 싼리허루(三里河路) 동측 | 웨탄 남가(月坛南街) 북측, 난샤거우 커뮤니티(南沙沟小区)                             |      |           |
| 出口 · C                | 싼리허루(三里河路) 동측 | 웨탄 남가(月坛南街) 남측, 국가에너지위원회, 베이징 원자력 산업 병원(北京核工业医院) |      | 빈칸      |
| 出口 · D                | 싼리허루(三里河路) 서측 | 위위안탄공원 동문(玉渊潭公园东门), 디아오위타이 대주점(钓鱼台大酒店)                |      | 빈칸      |
| 아이콘 설명: 엘리베이터 |                         |                                                                                     |      |           |